# گررا (تگزاس)
گررا (به انگلیسی: Guerra) یک منطقهٔ مسکونی در ایالات متحده آمریکا است که در شهرستان جیم هاگ، تگزاس واقع شده‌است. گررا ۱۵٫۳ کیلومتر مربع مساحت و ۶ نفر جمعیت دارد و ۱۷۲ متر بالاتر از سطح دریا واقع شده‌است.